# Hans Stark
Hans Olov Stark, född 4 augusti 1931 i Stockholm, död 4 januari 2020 i Vintrosa, var en svensk jurist och ämbetsman.
Stark avlade juris kandidatexamen vid Stockholms högskola 1955. Han genomförde tingstjänstgöring 1955–1958. Stark blev fiskal i Svea hovrätt 1958, var sekreterare i Arbetsdomstolen 1960–1963, blev assessor i Svea hovrätt 1965, var sakkunnig i Justitiedepartementet 1964–1968, departementsråd där 1968, rättschef 1969–1973, justitieråd 1973, ordförande i Arbetsdomstolen 1973–1985, åter justitieråd 1986–1987, justitiekansler 1987–1991 samt åter ordförande i Arbetsdomstolen från 1992.
År 1993 riktade Justitieombudsmannen (JO) "mycket stark kritik" mot Stark efter en anmälan om för tidig radering av vittnesutsagor från en huvudförhandling på AD, bandupptagningar som Kammarrätten i Stockholm hade begärt att få granska.
Hans Stark är gravsatt i minneslunden på Täby kyrkogård i Örebro pastorat.